# Borovitchi
Borovitchi (en russe : Боровичи) est une ville de l'oblast de Novgorod, en Russie. Avec une population de 53 141 habitants en 2013, c'est la deuxième ville de l'oblast.

## Géographie
Borovitchi se trouve dans le nord des Valdaï, à 370 km au nord-ouest de Moscou et à 155 km à l'est de Novgorod., sur la rivière Msta. Juste en amont de la ville se trouvent les fameux rapides de Msta.

## Histoire
La première mention de Borovitchi remonte à 1495. Borovitchi obtient le statut de ville en 1770 de Catherine II de Russie. La principale occupation des habitants est alors de piloter les navires au travers des rapides de la Msta qui est alors partie intégrante d'un réseau navigable de grande importance reliant la Russie centrale à la mer Baltique. Cependant, au milieu du XIXe siècle, après l'ouverture de la Voie navigable Volga-Baltique et de la voie ferrée Moscou – Saint-Pétersbourg, l'importance de la rivière Msta pour le transport diminue considérablement.

## Population
Recensements (*) ou estimations de la population
| 1856  | 1897* | 1939*  | 1959*  | 1970*  | 1979*  |
| ----- | ----- | ------ | ------ | ------ | ------ |
| 8 600 | 9 431 | 37 067 | 44 123 | 54 763 | 59 646 |

| 1989*  | 2002*  | 2010*  | 2012   | 2013   | 2014 |
| ------ | ------ | ------ | ------ | ------ | ---- |
| 63 009 | 57 755 | 53 690 | 53 383 | 53 141 | -    |

## Personnalités
- Jarl Priel (1885-1965), écrivain français de langue bretonne, y séjourna au début du XXe siècle.
- Alexeï Kouznetsov (1905-1950), homme politique soviétique
- Serge Tchekhonine, artiste russe y est né en 1878